# Anton Köllisch
Anton Georg Köllisch (Mannheim, 1888-1916), más conocido como Anton Köllisch, fue un químico e investigador alemán, conocido por ser la primera persona en sintetizar la sustancia 3,4-metilendioximetanfetamina de forma documentada. Köllisch aisló la sustancia, conocida por su acrónimo, MDMA, o por su nombre popular, éxtasis, mientras trabajaba para la firma farmacéutica Merck KGaA en 1912.

## Su vida y trabajo
Köllisch se doctoró en 1911 bajo la supervisión del futuro Premio Nobel de Química, Otto Diels, por la Universidad de Berlín, con una tesis sobre la síntesis del indol a partir de hidrazona. El producto resultante mostraba efectos similares a la morfina. El 1 de octubre de 1911 comenzó su carrera laboral en la ciudad de Darmstadt como químico de la empresa química y farmacéutica alemana Merck KGaA.
El verdadero objetivo de Köllisch cuando sintetizó la MDMA en 1912 era desarrollar un compuesto que detuviera el sangrado anormal o suprimiese el apetito de los soldados en el frente (el objetivo varía según la fuente, aunque lo más probable es la primera opción). Para su desarrollo Merck debía evitar la hidrastinina, sustancia cuya principal competidora, Bayer, llevaba años intentando patentar. Köllisch desarrolló un derivado de la hidrastinina, la metilhidrastinina, a petición de sus compañeros de trabajo Walther Beckh y Otto Wolfes. La 3,4- metilendioximetanfetamina era un compuesto intermedio en la síntesis de la metilhidrastinina, por lo que la empresa no estaba interesada en sus propiedades. El 24 de diciembre de 1912, Merck presentó dos solicitudes de patente que describían la síntesis de la MDMA y su posterior conversión a metilhidrastinina.
Con el inicio de la Primera Guerra Mundial fue reclutado como soldado y falleció en septiembre de 1916, durante la guerra, sin ser consciente de la notable repercusión que tendría su síntesis en el futuro. Tuvieron que pasar quince años desde la primera síntesis de Köllisch para que se testara farmacológicamente, mientras que las propiedades psicoactivas que hicieron célebre la MDMA se detectaron varias décadas después.